# ناسور شرياني وريدي جافوي
الناسور الشرياني الوريدي الجافوي (دي أيه في إف) أو التشوه، اتصال مباشر (ناسور) بين الشريان السحائي والوريد السحائي أو الجيب الوريدي الجافوي.

## العلامات والأعراض
تشمل العلامات والأعراض الأكثر شيوعًا للناسور الشرياني الوريدي الجافوي:
1. طنين نابض
2. لغط قذالي
3. صداع
4. مشاكل بصرية
5. وذمة حليمة العصب البصري

يعد الطنين النابض العرض الأكثر شيوعًا لدى المرضى، ويترافق مع النواسير الشريانية الوريدية الجافوية بين الجيبين المستعرض والسيني. من جهة أخرى، تترافق النواسير الشريانية الوريدية الجافوية بين الجيبين السباتي والكهفي ارتباطًا وثيقًا مع جحوظ العينين النابض. قد تكون النواسير الشريانية الوريدية الجافوية لا عرضية أيضًا (مثل نواسير الجيب الكهفي).

### الموقع
تشاهد أغلب النواسير محاذية للجيوب الجافية في المواقع التالية:
1. الجيب المستعرض (الجانبي)،[3] وتكون شائعة في الجهة اليسرى أكثر بقليل من الجهة اليمنى.[4]
2. داخل خيمية.
3. من الجيب الكهفي الخلفي، وينزح عادةً إلى الجيب المستعرض أو السيني.
4. الشريان الفقاري (الفرع السحائي الخلفي).[2]

## الأسباب
ما يزال من غير الواضح ما إذا كانت النواسير الشريانية الوريدية الجافوية خلقية أم مكتسبة. تؤيد الأدلة الحالية أن تشوهات الاتصال الجافوي بين الجيبين المستعرض والسيني هي عيوب مكتسبة، تحدث كاستجابة للخثار أو عود التوعي في الجيب الوريدي.

## التشخيص
يعد تصوير الأوعية الدماغية المعيار التشخيصي. تظهر صور الرنين المغناطيسي طبيعية عادةً ولكن قد تكشف عن وجود ارتفاع في ضغط الدم الوريدي نتيجة للتحويل الشرياني الوريدي.

### التصنيف

#### تصنيف بوردن
يقسم تصنيف بوردن التشوهات أو النواسير الشريانية الوريدية الجافوية إلى ثلاثة أنواع بناءً على نزحها الوريدي:
1. النوع الأول: تنزح التروية الشريانية الجافوية نزحًا تقدميًا إلى الجيب الوريدي.
2. النوع الثاني: تنزح التروية الشريانية الجافوية إلى الجيب الوريدي. يؤدي الضغط العالي في الجيب إلى نزح تقدمي ونزح راجع عبر الأوردة تحت العنكبوتية.
3. النوع الثالث: تنزح التروية الشريانية الجافوية نزحًا راجعًا إلى الأوردة تحت العنكبوتية.

##### النوع الأول
تتروى النواسير الشريانية الوريدية من النوع الأول عن طريق الشرايين السحائية وتنزح إلى الوريد السحائي أو الجيب الوريدي الجافوي. يكون التدفق داخل الوريد النازح أو الجيوب الوريدية تقدميًا.
1. النوع الأول ايه: نواسير شريانية وريدية جافوية بسيطة تمتلك شريان سحائي مروي وحيد.
2. النوع الأول بي: نواسير شريانية وريدية جافوية معقدة تتروى بعدة شرايين سحائية.

يعتبر التمييز بين النوعين ايه وبي خادعًا إلى حد ما نظرًا لوجود نظام غني من الشرايين السحائية الجانبية. يكون الناسور الجافوي من النوع الأول غير عرضي أغلب الأحيان، ولا يملك مخاطر عالية للنزيف ولا يحتاج بالضرورة إلى العلاج.

##### النوع الثاني
يؤدي الضغط العالي في النوع الثاني من النواسير الشريانية الوريدية الجافوية إلى تدفق الدم بأسلوب راجع إلى الأوردة تحت العنكبوتية التي تنزح عادة إلى الجيب. يعود هذا الأمر عادةً إلى وجود انسداد يعيق الجريان في الجيب. تشكل هذه الأوردة دوالٍ وريدية أو أمهات دم قد تختلط بنزف. يجب علاج النوع الثاني من النواسير لتجنب النزف. قد يتضمن العلاج إحداث انسداد في الجيب النازف بالإضافة إلى ربط أو إحداث انسداد في الأوردة النازحة.

##### النوع الثالث
ينزح النوع الثالث من النواسير الشريانية الوريدية الجافوية مباشرة إلى الأوردة تحت العنكبوتية. قد تشكل هذه الأوردة أمهات دم وتنزف. يجب علاج النوع الثالث من النواسير الجافوية لمنع حدوث النزف. قد يكون العلاج بسيطًا بربط الورد النازح في موقع الجيب الجافوي. إذا تضمن العلاج إحداث انسداد، لن يكون فعالًا عادةً إلا إذا عبر الصمغ الناسور الفعلي ودخل إلى الوريد النازح أو جزء صغير منه على الأقل.
يربط تصنيف كوغنارد وآخرون أنماط التصريف الوريدي بالسير السريري العصبي متزايد الشدة.
| التصنيف      | Location and clinical course |
| النوع الأول  | ينحصر بجدار الجيب، يحدث عادة بعد الخثار |
| النوع الثاني | ايه: محصور في الجيب مع الارتجاع (راجع) إلى الجيب دون الأوردة القشرية. بي: ينزح إلى الجيب مع الارتجاع (راجع) إلى الأوردة القشرية (نزيف بنسبة 10-20٪). |
| النوع الثالث | ينزح مباشرة إلى الأوردة القشرية (وليس في الجيب) مع نزح (نزف بنسبة 40٪).                                                                              |
| النوع الرابع | ينزح مباشرة إلى الأوردة القشرية (وليس في الجيب) نزح مع توسع وريدي (نزف بنسبة 65٪).                                                                   |
| النوع الخامس | تصريف وريدي حول نخاعي، يترافق مع الاعتلال النخاعي المترقي.                                                                                           |

لتبسيط أنظمة تصنيف النواسير الشريانية الوريدية الجافوية المذكورة أعلاه، يتمثل العاملان الرئيسيان اللذان يجب مراعاتهما لتحديد مدى عدوانية هذه الآفات في:
- النواسير الشريانية الوريدية الجافوية التي نزفت (على عكس تلك التي لم تنزف من قبل).
- النواسير الشريانية الوريدية الجافوية التي أدت إلى ارتجاع وريدي قشري.

تعد قرارات العلاج أكثر تعقيدًا وتتطلب استشارة جراح أعصاب وفريق على دراية بهذه الآفات.